# پرنس روباهان (فیلم)
پرنس روباهان (به انگلیسی: Prince of Foxes) فیلمی به کارگردانی هنری کینگ محصول سال ۱۹۴۹ کمپانی فاکس قرن بیستم با بازی تایرون پاور و اورسن ولز است.